# Viktoriya Tkachuk
Viktoriya Tkachuk (Plishchyn, 8 de noviembre de 1994) es una atleta ucraniana especializada en 400 metros vallas.

## Carrera deportiva
Comenzó su andadura en competiciones internacionales con Ucrania en el año 2012, siendo su primera participación en el Campeonato Mundial Junior de Atletismo, celebrada en Barcelona (España), donde participó en los 400 metros vallas, cayendo en la segunda semifinal, donde fue octava, con un tiempo de 55,02 segundos; así mismo, con el combinado nacional de relevos en 4x400 metros terminó siendo cuarta, tras llegar a meta en 3:37,02 minutos.
Al curso deportivo del año siguiente, en 2013, corrió en el Campeonato Europeo de Atletismo Sub-20 en Rieti (Italia), donde no se clasificó en la semifinal, tras acabar séptima en la segunda ronda, donde corrió en 55,35 segundos.
Posteriormente, en 2015, compitió en el Campeonato Europeo de Atletismo Sub-23 de Tallin (Estonia), terminando cuarta en la segunda semifinal de los 400 metros vallas, con 57,30 segundos, mientras en la carrera del combinado femenino de relevos 4 x 400 metros, el equipo ucraniano terminó quinto con marca de 3:32,86 minutos. En agosto de ese año, en el Campeonato Mundial de Atletismo de Pekín (China), en 2015, caería en la ronda clasificatoria de los 400 m vallas, tras ser sexta de la primera carrera, con 57,38 segundos.
En 2016 participó en el Campeonato Europeo de Atletismo de Ámsterdam, donde corrió hasta las semifinales de los 400 metros vallas, donde se quedó a las puertas de la final, tras ser tercera en la segunda carrera de la ronda, al no mejorar los 56,71 segundos de marca. Semanas más tarde, viajó hasta Brasil para participar en sus primeros Juegos Olímpicos, donde mantuvo un resultado similar que la cita neerlandesa, no pasando de la semifinal olímpica al ser octava, con un resultado de 16 centésimas superior al anterior dato del año (56,87 segundos).
Al año siguiente, en 2017, en el Campeonato Mundial de Atletismo de Londres, caía en la ronda clasificatoria, al no superar la sexta plaza de la cuarta ronda inicial en los 400 metros vallas, con un tiempo de 57,05 segundos. En 2018, en la cita de Berlín, donde se celebraba el Campeonato Europeo de Atletismo, lograba internarse en la final de los 400 m vallas y acabar séptima con marca de 56,15 segundos.
En 2021, el combinado femenino ucraniano lograba el quinto lugar de los relevos en el Campeonato Europeo de Atletismo en Pista Cubierta, en la ciudad polaca de Toruń, donde terminaron con 3:30,38 minutos de tiempo. Más adelante, competiría en sus segundos Juegos Olímpicos, postergados a consecuencia de la pandemia de coronavirus. En julio viajó a Tokio con el resto de la representación nacional para correr nuevamente en 400 metros vallas y en el combinado olímpico de relevos a 400. 
En la primera modalidad acabaría siendo sexta en la final, obteniendo el diploma olímpico, tras llegar con 53,79 segundos. Con anterioridad, había liderado la ronda clasificatoria, donde acabó primera con 54,80 segundos; después, en la tercera carrera de las semifinales acabó tercera con 54,25 segundos. Pese a que solo pasaban las dos atletas de la clasificación, Tkachuk se colaba en la final por mejor tiempo.

## Resultados por competición

### Por temporada
| Representando a Ucrania | Representando a Ucrania                           | Representando a Ucrania | Representando a Ucrania | Representando a Ucrania | Representando a Ucrania |
| ----------------------- | ------------------------------------------------- | ----------------------- | ----------------------- | ----------------------- | ----------------------- |
| Año                     | Competición                                       | Lugar                   | Modalidad               | Puesto                  | Marca                   |
| 2012                    | Campeonato Mundial Junior de Atletismo            | Barcelona               | 400 metros              | 8ª (SF2)                | 55,02 s.                |
| 2012                    | Campeonato Mundial Junior de Atletismo            | Barcelona               | 4 x 400 metros relevos  | 4ª                      | 3:37,02 min.            |
| 2013                    | Campeonato Europeo de Atletismo Sub-20            | Rieti                   | 400 m                   | 7ª (H2)                 | 55,35 s.                |
| 2015                    | Campeonato Europeo de Atletismo Sub-23            | Tallin                  | 400 m vallas            | 4ª (SF2)                | 57,30 s.                |
| 2015                    | Campeonato Europeo de Atletismo Sub-23            | Tallin                  | 4 x 400 metros relevos  | 5ª                      | 3:32,86 min.            |
| 2015                    | Campeonato Mundial de Atletismo                   | Pekín                   | 400 m vallas            | 6ª (H4)                 | 57,38 s.                |
| 2016                    | Campeonato Europeo de Atletismo                   | Ámsterdam               | 400 m vallas            | 3ª (SF2)                | 56,17 s.                |
| 2016                    | Juegos Olímpicos                                  | Río de Janeiro          | 400 m vallas            | 8ª (SF3)                | 56,87 s.                |
| 2017                    | Campeonato Mundial de Atletismo                   | Londres                 | 400 m vallas            | 6ª (H4)                 | 57,05 s.                |
| 2018                    | Campeonato Europeo de Atletismo                   | Berlín                  | 400 m vallas            | 7ª                      | 56,15 s.                |
| 2021                    | Campeonato Europeo de Atletismo en Pista Cubierta | Toruń                   | 4 x 400 metros relevos  | 5ª                      | 3:30,38 min.            |
| 2021                    | Juegos Olímpicos                                  | Tokio                   | 400 m vallas            | 6ª                      | 53,79 s.                |
| 2021                    | Juegos Olímpicos                                  | Tokio                   | 4 x 400 metros relevos  | 6ª (H2)                 | 3:24,50 min.            |
| 2022                    | Campeonato Mundial de Atletismo                   | Eugene                  | 400 m vallas            | 4ª (SF3)                | 54,24 s.                |
| 2022                    | Campeonato Mundial de Atletismo                   | Eugene                  | 4 x 400 metros relevos  | 5ª (H1)                 | 3:29,25 min.            |
| 2022                    | Campeonato Europeo de Atletismo                   | Múnich                  | 400 m vallas            | 2ª                      | 54,30 s.                |

### Mejores marcas
| Disciplina                              | Marca        | Lugar  | Fecha                   |
| --------------------------------------- | ------------ | ------ | ----------------------- |
| 60 metros lisos (pista cubierta)        | 7,63 s.      | Sumy   | 27 de enero de 2018     |
| 200 metros lisos (exterior)             | 23,96 s.     | Járkov | 13 de mayo de 2015      |
| 200 metros lisos (pista cubierta)       | 25,67 s.     | Sumy   | 19 de febrero de 2012   |
| 400 metros lisos (exterior)             | 51,85 s.     | Lutsk  | 15 de agosto de 2020    |
| 400 metros lisos (pista cubierta)       | 53,53 s.     | Sumy   | 10 de febrero de 2021   |
| 400 metros vallas (exterior)            | 53,76 s.     | Zúrich | 9 de septiembre de 2021 |
| 4 x 400 metros relevos (exterior)       | 3:24,50 min. | Tokio  | 5 de agosto de 2021     |
| 4 x 400 metros relevos (pista cubierta) | 3:30,38 min. | Toruń  | 7 de marzo de 2021      |